# Awen
Awen è una parola gallese per indicare l'"ispirazione" (poetica).
È usata storicamente per indicare l'ispirazione divina dei bardi nella tradizione poetica gallese. Chiunque sia ispirato come poeta o indovino è definito awenydd.
Nell'uso corrente, l'awen è ascritto ai musicisti ed ai poeti, ma la parola presto ha cominciato ad essere usata come nome proprio di persona femminile.
La parola compare nella terza strofa di Hen Wlad fy Nhadau.

## Etimologia
La prima attestazione della parola si ritrova nella Historia Brittonum di Nennio, un testo latino del 796 d.C. circa, basato in parte su scritti precedenti del monaco gallese Gildas.
Awen deriva dalla radice indoeuropea *wel-, col significato di "soffiare" ed è la stessa radice della parola gallese awel, che significa "brezza".
C'è una parola parallela per 'awen' in irlandese: ai, con lo stesso significato di "ispirazione poetica" e che deriva dalla stessa antica radice.

## Neodruidismo
In alcune correnti del neodruidismo il termine è simboleggiato da un emblema che mostra tre linee dritte che divergono man mano che vanno verso il basso, disegnate all'interno di una o più circonferenze di vario spessore, spesso con un punto in cima ad ogni linea. Il simbolo fu inventato da Iolo Morganwg e fu adottato da alcuni druidisti.

Il simbolo neodruidico dell'Awen

L'Ordine dei Bardi, Ovati e Druidi (OBOD) descrive le tre linee come raggi che emanano da tre punti di luce che rappresentano il triplo aspetto della divinità ed anche i punti in cui sorge il sole durante gli equinozi ed i solstizi - conosciuti come Triade del Sorgere del Sole. L'emblema usato dall'OBOD è circondato da tre circonferenze che rappresentano le tre sfere della creazione.
Vari gruppi e singoli druidisti hanno una loro propria interpretazione dell'Awen. Le tre linee indicano la terra, il mare e l'aria; il corpo, la mente e lo spirito; l'amore, la saggezza e la verità. Si dice anche che l'Awen non indichi la semplice ispirazione, ma l'ispirazione della verità: senza l'Awen non si può esprimere la verità. I tre fondamenti dell'Awen sono la comprensione della verità, l'amore per la verità e l'affermazione della verità. I raggi indicano anche le lettere dalle quali tutte le altre si sono sviluppate: I, O ed U. Si dice: "Nessuno può pronunciare correttamente queste tre lettere senza l'Awen donatogli dalla Divinità."
Oggi l'"Awen" indica l'ispirazione e rappresenta l'energia divina: viene infatti visto come un flusso di energia vitale, che racchiude in sé il significato del numero tre (cfr. anche in alchimia il 3 rappresenta tutto ciò che è divino, che trascende l'uomo).
L'Awen è espressione di energia divina, nel senso che la sua derivazione è legata a tutto ciò che si trova lontano dall'uomo, irraggiungibile, ma sfiorabile; esso giunge come ispirazione, ma non ha una forma precisa: è semplicemente un elemento che infonde energia e tranquillità, raggiungendo il punto più profondo dell'anima.
La stessa parola racchiude significati particolari nei due suoni che la compongono: "AW" simboleggerebbe il flusso e il fluire ed "EN" l'essenza e lo spirito, l'Awen sarebbe quindi un'essenza fluida, uno spirito fluente.